# Condado de Lincoln (Montana)
O Condado de Lincoln é um dos 56 condados do estado norte-americano de Montana. A sede de condado é Libby, que é também a sua maior cidade. O condado tem uma área de 9518 km² (dos quais 161 km² estão cobertos por água), uma população de 18 837 habitantes, e uma densidade populacional de 2,0 hab/km² (segundo o censo nacional de 2000). O condado foi fundado em 1909 e o seu nome é uma homenagem a Abraham Lincoln, presidente dos Estados Unidos.